# Camillo Castiglione
Camillo Castiglione, o Castiglioni (3 agosto 1517 – Casale Monferrato, 6 gennaio 1598), è stato un nobile e condottiero italiano.

## Biografia
Era figlio del famoso letterato Baldassarre Castiglione e di Ippolita Torelli e dopo la morte del padre crebbe sotto la protezione dei Gonzaga.
Intraprese la carriera delle armi e nel 1534 fu al servizio dell'imperatore Carlo V. Combatté nelle Fiandre accanto a Ferrante Gonzaga e ad Alfonso III d'Avalos nel 1544. Nel 1550 ricoprì la carica di ambasciatore del duca di Mantova Guglielmo Gonzaga presso il papa. Fu al servizio dei duchi di Urbino, prima di essere nominato, nel 1582, governatore del Marchesato del Monferrato.

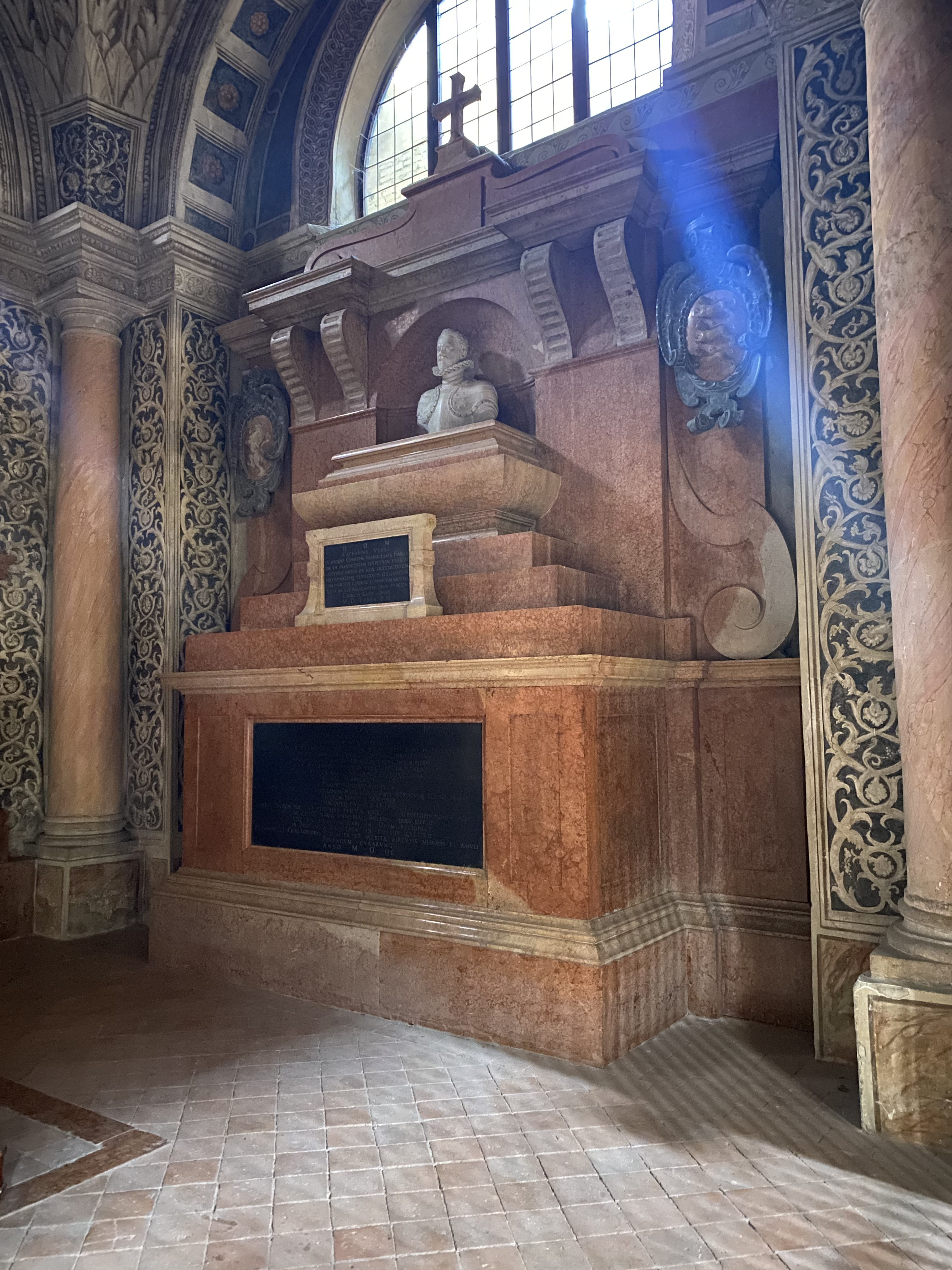
Cappella funeraria di Camillo Castiglione (1517 - 1598) figlio di Baldassarre Castiglione (1478 - 1529)

## Discendenza
Camillo sposò Caterina dei conti Mandelli di Piacenza (1537-1582), dalla quale ebbe tre figli:
- Cristoforo (?-1605), militare e governatore del Monferrato
- Baldassarre, cavaliere dell'Ordine di Santo Stefano e signore di Casatico
- Giulia Camilla, monaca

## Ascendenza
|                                              |                                                |                                                     | Genitori                                   |  |  | Nonni |  |  | Bisnonni                |  |  | Trisnonni              |  |
|                                              |                                                |                                                     |                                            |  |  |       |  |  | Baldassarre Castiglione |  |  | Cristoforo Castiglione |  |
|                                              |                                                |                                                     |                                            |  |  |       |  |  | Baldassarre Castiglione |  |  | Cristoforo Castiglione |  |
|                                              |                                                | Antonia da Baggio                                   |                                            |  |  |       |  |  | Baldassarre Castiglione |  |  |                        |  |
| Cristoforo Castiglione, signore di Casatico  |                                                |                                                     |                                            |  |  |       |  |  | Baldassarre Castiglione |  |  |                        |  |
|                                              |                                                | Polissena da Lisca                                  | Alessandro da Lisca, nobile di Verona      |  |  |       |  |  |                         |  |  |                        |  |
|                                              |                                                | Polissena da Lisca                                  | Alessandro da Lisca, nobile di Verona      |  |  |       |  |  |                         |  |  |                        |  |
|                                              |                                                | Polissena da Lisca                                  | …                                          |  |  |       |  |  |                         |  |  |                        |  |
| Baldassarre Castiglione, signore di Casatico |                                                | Polissena da Lisca                                  |                                            |  |  |       |  |  |                         |  |  |                        |  |
|                                              |                                                | Antonio Gonzaga di Palazzolo, patrizio veneto       | Luigi Gonzaga di Palazzolo                 |  |  |       |  |  |                         |  |  |                        |  |
|                                              |                                                | Antonio Gonzaga di Palazzolo, patrizio veneto       | Luigi Gonzaga di Palazzolo                 |  |  |       |  |  |                         |  |  |                        |  |
|                                              |                                                | Antonio Gonzaga di Palazzolo, patrizio veneto       | Luigia Gonzaga di Novellara                |  |  |       |  |  |                         |  |  |                        |  |
| Luigia Gonzaga di Palazzolo                  |                                                | Antonio Gonzaga di Palazzolo, patrizio veneto       |                                            |  |  |       |  |  |                         |  |  |                        |  |
|                                              |                                                | Francesca degli Uberti                              | Gianfrancesco degli Uberti                 |  |  |       |  |  |                         |  |  |                        |  |
|                                              |                                                | Francesca degli Uberti                              | Gianfrancesco degli Uberti                 |  |  |       |  |  |                         |  |  |                        |  |
|                                              |                                                | Francesca degli Uberti                              | Bianca Gonzaga di Palazzolo                |  |  |       |  |  |                         |  |  |                        |  |
| Camillo Castiglione, signore di Casatico     |                                                | Francesca degli Uberti                              |                                            |  |  |       |  |  |                         |  |  |                        |  |
|                                              | Cristoforo I Torelli, conte di Montechiarugolo | Guido Torelli, conte di Guastalla e Montechiarugolo |                                            |  |  |       |  |  |                         |  |  |                        |  |
|                                              | Cristoforo I Torelli, conte di Montechiarugolo | Guido Torelli, conte di Guastalla e Montechiarugolo |                                            |  |  |       |  |  |                         |  |  |                        |  |
|                                              | Cristoforo I Torelli, conte di Montechiarugolo | Orsina Visconti                                     |                                            |  |  |       |  |  |                         |  |  |                        |  |
| Guido II Torelli                             | Cristoforo I Torelli, conte di Montechiarugolo |                                                     |                                            |  |  |       |  |  |                         |  |  |                        |  |
|                                              |                                                | Taddea Pio                                          | Marco I Pio, signore di Carpi              |  |  |       |  |  |                         |  |  |                        |  |
|                                              |                                                | Taddea Pio                                          | Marco I Pio, signore di Carpi              |  |  |       |  |  |                         |  |  |                        |  |
|                                              |                                                | Taddea Pio                                          | Taddea de' Roberti                         |  |  |       |  |  |                         |  |  |                        |  |
| Ippolita Torelli                             |                                                | Taddea Pio                                          |                                            |  |  |       |  |  |                         |  |  |                        |  |
|                                              |                                                | Giovanni II Bentivoglio, signore di Bologna         | Annibale I Bentivoglio, signore di Bologna |  |  |       |  |  |                         |  |  |                        |  |
|                                              |                                                | Giovanni II Bentivoglio, signore di Bologna         | Annibale I Bentivoglio, signore di Bologna |  |  |       |  |  |                         |  |  |                        |  |
|                                              |                                                | Giovanni II Bentivoglio, signore di Bologna         | Donnina Visconti                           |  |  |       |  |  |                         |  |  |                        |  |
| Francesca Bentivoglio                        |                                                | Giovanni II Bentivoglio, signore di Bologna         |                                            |  |  |       |  |  |                         |  |  |                        |  |
|                                              |                                                | Ginevra Sforza                                      | Alessandro Sforza, signore di Pesaro       |  |  |       |  |  |                         |  |  |                        |  |
|                                              |                                                | Ginevra Sforza                                      | Alessandro Sforza, signore di Pesaro       |  |  |       |  |  |                         |  |  |                        |  |
|                                              |                                                | Ginevra Sforza                                      | …                                          |  |  |       |  |  |                         |  |  |                        |  |
|                                              |                                                | Ginevra Sforza                                      |                                            |  |  |       |  |  |                         |  |  |                        |  |